# Viaggio a Citera
Viaggio a Citera (Ταξίδι στα Κύθηρα, Taxidi sta Kythira) è un film del 1984 diretto da Theo Angelopoulos.

## Trama
Alessandro sta cercando un attore anziano per il ruolo di protagonista nel film che intende dirigere. In un bar incontra un venditore ambulante e decide di affidargli la parte. Dopo aver combattuto nella resistenza greca ed aver passato trentadue anni di esilio in Ucraina dove si è fatto una nuova famiglia, l'anziano Spiros, originario delle Isole Ionie, fa ritorno in Grecia, ormai liberata dalla dittatura dei colonnelli.
In città trova ad attenderlo i due figli Alessandro e Voula che lo portano da sua moglie Caterina. Riesce a farsi accompagnare in auto nel villaggio di Mesonisi, nel nord della Macedonia, dove ritrova la sua casa di campagna ed il vecchio amico Panaghiotis. Gli abitanti del villaggio sono tutti d'accordo per vendere i loro campi indivisi ad un'impresa di costruzioni edili, ma Spiros si oppone e rimane da solo a difendere la sua terra, dopo che anche la moglie fa ritorno in città con i figli e con Panaghiotis.
Qualcuno dà fuoco alla baracca di Spiros, che a questo punto preferisce nascondersi nella sua casa. Dopo l'incendio un gruppo di poliziotti lo sta cercando e con l'aiuto di Alessandro e Caterina riescono a trovarlo chiuso nella sua abitazione. Caterina decide di rimanere con lui. I contadini tornano inferociti per cacciare l'oppositore dal villaggio. Spiros e Caterina fuggono alla stazione ferroviaria dove vengono fermati dalla polizia. Visto che Spiros non ha più la cittadinanza greca ed ha causato problemi di ordine pubblico, il governo ne ha deciso l'espulsione.
La polizia vorrebbe imbarcarlo a Salonicco su una nave inglese diretta in URSS, ma il comandante rifiuta di prenderlo a bordo. Pertanto si decide di abbandonarlo su una piattaforma al largo della costa, in acque extraterritoriali. La moglie chiede di poterlo raggiungere e viene accontentata. Sciolta l'ancora i due coniugi si lasciano andare alla deriva, una volta ancora allontantati dalla loro patria.

## Curiosità
Il titolo del film ha un significato simbolico. Infatti, nell'antica mitologia greca, l'isola di Citera, situata a sud del Peloponneso, rappresenta il luogo dove trovano realizzazione i nostri sogni di felicità.

## Riconoscimenti
- 1984 - Festival di Cannes
  - premio per la sceneggiatura